# Hugh Grosvenor, Công tước thứ 7 xứ Westminster
Hugh Richard Louis Grosvenor, Công tước thứ 7 xứ Westminster (sinh ngày 29 tháng 1 năm 1991) là một quý tộc người Anh, tỷ phú, doanh nhân và chủ sở hữu của Tập đoàn Grosvenor. Hugh trở thành Công tước xứ Westminster vào ngày 9 tháng 8 năm 2016, sau khi Gerald Grosvenor, Công tước thứ 6 xứ Westminster qua đời.
Công tước và gia đình Grosvenor được ước tính trị giá 10,1 tỷ bảng Anh (khoảng 13 tỷ USD), theo Danh sách các tỷ phú của Thời báo The Sunday Times vào tháng 5 năm 2019. Riêng tài sản của Công tước ước tính khoảng 9 tỷ bảng Anh, khiến anh trở thành những người giàu nhất trên thế giới dưới 30 tuổi.
Gia tộc Grosvenor là chủ trang viên Buckingham.

## Đầu đời
Hugh Grosvenor là đứa con thứ ba và là con trai duy nhất của Gerald Grosvenor, Công tước thứ 6 xứ Westminster và vợ Natalia (nhũ danh họ Phillips). Thông qua phía mẹ của mình, Hugh là hậu duệ của gia đình hoàng gia Romanov của Nga và nhà văn Nga Alexander Pushkin, cũng như từ phía ông cố gốc Phi, người nô lệ giải phóng, đã trở thành quý tộc Nga Abram Petrovich Gannibal. Công tước được rửa tội tại Nhà thờ Anh vào ngày 23 tháng 6 năm 1991. Các chị gái của anh bao gồm Lady Edwina Grosvenor, một nhà cải cách nhà tù và nhà từ thiện.
Không giống như các đại quý tộc khác, Hugh và các chị gái của anh được học tại một trường tiểu học địa phương, sau đó là một trường tư thục nhỏ Mostyn House, gần khu vực ghế chủ nhà của gia đình là Eaton Hall, Cheshire.
Từ năm 2000 đến 2009, Hugh theo học tại Ellesmere College, Shropshire. Tại trường, anh từng là lớp trưởng, Đội trưởng của Meynell House và Đội trưởng của Đội bóng đá First XI trong năm cuối cấp. Hugh đã được trao giải Full Colors trong bóng đá; và với tư cách là thành viên của trường khi tham gia vào tổ chức thanh niên (Combined Cadet Force - CCF), anh đạt được Văn bằng đầu tiên của BTEC về Dịch vụ Công cộng.
Từ năm 2011 đến 2013, Hugh học quản lý đất tại Đại học Newcastle, tốt nghiệp Cử nhân Khoa học với bằng danh dự hạng hai.

## Nghề nghiệp
Sau đại học, Hugh làm việc trong ngành quản lý bất động sản tại Wheatsheaf Investment từ năm 2013-2014. Từ năm 2014 đến 2015, Hugh làm việc tại Tập đoàn Grosvenor, trước khi làm Quản lý khách hàng tại một công ty năng lượng xanh Bio-bean, vào tháng 1 năm 2016.
Sau khi cha anh qua đời vào tháng 8 năm 2016, cũng như các đồng đẳng Anh khác, Hugh được thừa kế khối tài sản sau đó ước tính trị giá 9 tỷ bảng Anh, với số tiền đáng tin cậy cho các chị gái của anh. Sự giàu có này được giữ trong một sự tin tưởng, trong đó Hugh là chủ sở hữu có lợi nhưng không phải là chủ sở hữu hợp pháp, một sự sắp xếp nhận được sự chú ý của báo chí, nhờ vào việc miễn thuế thừa kế mà nó đưa ra.

## Đời tư
Về cuộc sống cá nhân của Hugh, thực tế không được công khai biết đến. Vào tháng 10 năm 2013, anh được xem là cha đỡ đầu của Vương tôn George xứ Wales.
Tháng 4 năm 2023, hôn ước giữa Công tước và Olivia Grace Henson (sinh 1992) được công bố. Cả hai sẽ kết hôn vào ngày 7 tháng 6 năm 2024 tại Thánh đường Chester.

## Tước hiệu, phong cách và huy hiệu

### Tước hiệu và phong cách
- 29 tháng 1 năm 1991 - 9 tháng 8 năm 2016: Earl Grosvenor (Bá tước Grosvenor)
- Ngày 9 tháng 8 năm 2016 - nay: His Grace The Duke of Westminster (Đức ngài Công tước xứ Westminster)

### Huy hiệu

Huy hiệu của Công tước xứ Westminster mà không có Huân chương Chiến sĩ.